# Наречена для тата
«Наречена для тата» — проєкт, покликаний допомогти учасникам зустріти свою другу половинку та знайти сімейне щастя. Головні герої — чоловіки, які залишилися одні з дитиною/дітьми на руках, і дівчата, жінки, котрі мріють зустріти кохану людину.

## Про проєкт
П‘ять одиноких батьків з різних куточків України шукають дівчат для створення повноцінних сімей. Всі попередні спроби побудувати стосунки провалилися: дівчат лякала відповідальність, перспективи спілкування з матір'ю дітей, дефіцит часу, який тато міг приділити коханій, фінансові труднощі тощо. Проєкт «Наречена для тата» — це можливість побудувати повноцінну люблячу сім'ю, яка так потрібна і батькам, і дитині. Учасниці приїжджають в дім до чоловіків та їхніх дітей для того, щоб за місяць спільного проживання побудувати стосунки. Після закінчення цього періоду обидві сторони приймають рішення — чи лишатися їм парою й надалі? У новому проєкті СТБ «Наречена для тата» глядачі побачать різні форми побудови та розвитку сімейних стосунків за наявності дітей у чоловіка. Адже сім'я — це симбіоз двох повноцінних особистостей, де кожен має право на щастя. Для створення максимально комфортних умов для учасників у проєкті використовується спеціальна програма сумісності, що спрямована на підбір ідеального супутника життя. Найкращі психологи й психотерапевти країни створювали її спеціально для шоу «Наречена для тата». У ній враховуються життєві цінності, пріоритети, попередній досвід стосунків, наявність дітей, індивідуальні особливості психіки й можливі варіанти розвитку майбутніх подій у парі. Із сотень кандидатів програма підбирає двох людей, максимально близьких один одному за темпераментом і світоглядом. Це сприяє розвитку взаємин і допомагає створити гармонію між потенційними партнерами.

## Ведучі пост-шоу
| Ведучі             | Сезон | Сезон | Сезон |
| Ведучі             | 1     | 2     | 3     |
| ------------------ | ----- | ----- | ----- |
| Тетяна Ларіна      |       |       |       |
| Валерій Ославський |       |       |       |
| Надія Матвєєва     |       |       |       |
| Василь Вірастюк    |       |       |       |
| Григорій Решетнік  |       |       |       |

## Сезони
| Сезон | Період трансляції                            | Пари, що склались | Пари, що не склались                                                                                                   | Кількість учасників | Кількість випусків |
| ----- | -------------------------------------------- | --- | --- | ------------------- | ------------------ |
| 1     | З 30 січня 2018 рік - по 3 квітня 2018 рік   | Юрій&Тетяна | Марат&Вікторія, Михайло&Юлія, Антон&Ангеліна, Павло&Людмила.                                                           | 10                  | 10                 |
| 2     | З 27 серпня 2019 рік - по 29 жовтня 2019 рік | Григорій&Вікторія | Олександр&Марина, Андрій&Наталія, Олександр&Вікторія, Олексій&Юлія.                                                    | 10                  | 10                 |
| 3     | З 5 червня 2020 рік - по 18 вересня 2020 рік | Роман&Юлія, Євген&Анастасія, Артем&Карина, Ігор&Інна, Денис&Тетяна, Максим&Маргарита, Станіслав&Олена, Олексій&Тетяна. | Роман&Юлія, Євген&Анастасія, Артем&Карина, Ігор&Інна, Денис&Тетяна, Максим&Маргарита, Станіслав&Олена, Олексій&Тетяна. | 16                  | 14                 |

## 1 сезон
| Чоловіки       | Жінки              | Діти                              | Статус  |
| -------------- | ------------------ | --------------------------------- | ------- |
| Юрій Шпілька   | Тетяна Синиця      | Юрій (8 років)                    | Пара    |
| Марат Осіпов   | Вікторія Короткова | Арсен (10 років)                  | Не пара |
| Михайло Вірич  | Юлія Федчун        | Зоя (9 років)                     | Не пара |
| Антон Бауман   | Ангеліна Вакуліна  | Еріка (3,5 роки), Гордій (4 роки) | Не пара |
| Павло Ткаченко | Людмила Дмуха      | Даша (14 років)                   | Не пара |

## 2 сезон
| Чоловіки             | Жінки               | Діти                                  | Статус     |
| -------------------- | ------------------- | ------------------------------------- | ---------- |
| Григорій Липовецький | Вікторія Гончаренко | Марина (20 років), Діана (14 років)   | Муж и жена |
| Олександр Костріцин  | Марина Дмітрієва    | Владислав (10 років)                  | Не пара    |
| Андрій Павлюк        | Наталія Кравчинська | Аристарх (3 роки), Віктор (9 років)   | Не пара    |
| Олександр Отрошко    | Вікторія Подколзіна | Вікторія (8 років), Богдан (11 років) | Не пара    |
| Олексій Перин        | Юлія Кириленко      | Кирило (7 років)                      | Не пара    |

## 3 сезон
| Чоловіки          | Жінки            | Діти                                                                | Статус |
| ----------------- | ---------------- | ------------------------------------------------------------------- | ------ |
| Роман Шульга      | Юлія Гиря        | Микита (11 років), Данило (8 років)                                 | ТВА    |
| Євген Рижков      | Анастасія Томіна | Віра (2 років)                                                      | ТВА    |
| Артем Топчій      | Карина Біла      | Максим (5 років)                                                    | ТВА    |
| Ігор Бубнов       | Інна Волошко     | Артур (16 років), Платон (1 рік 10 місяців)                         | ТВА    |
| Денис Святокум    | Тетяна Гриник    | Соломія (3,5 року), Саша (9 років)                                  | ТВА    |
| Максим Бузаков    | Маргарита Гладка | Анна (14 років), Софія (6 років)                                    | ТВА    |
| Станіслав Марочко | Олена Вербило    | Софія (5 років), Поліна (9 років)                                   | ТВА    |
| Олексій Ганшин    | Тетяна Гузева    | Віка (5 років), Антон (7 років), Микита (9 років), Семен (10 років) | ТВА    |